# Miss Gabon 2015
Miss Gabon 2015, est la 13e élection de Miss Gabon, s'est déroulée le 26 avril 2015 à l'Hôtel Résidence Le NOMAD à Okara, dans le 1er arrondissement de Libreville.
La gagnante, Reine Ngotala, succède à Maggaly Nguema, Miss Gabon 2014.

## Classement final
| Titre           | Candidates |
| --------------- | --- |
| Miss Gabon 2015 | - Nyanga - Reine Ngotala |
| 1re dauphine    | - Haut-Ogooué - Christine Pitty |
| 2e dauphine     | - Ogooué-Lolo - Desy Oyane |
| 3e dauphine     | - Woleu-Ntem - Ornéla Obone |
| 4e dauphine     | - Ogooué-Ivindo - Sindiély Obone |
| 5e dauphine     | - Woleu-Ntem - Adama Oumarou |
| Top 12          | - Moyen-Ogooué - Okome Zi-Mérila - Ngounié - Noëlle Doufilou - Moyen-Ogooué - Yasmine Manime - Ogooué-Maritime - Odette Minko - Ogooué-Maritime - Esther Madama - Ogooué-Lolo - Christelle Boukila |

## Présélections
Les demi-finales ont été organisées à Libreville du 27 au 29 mars 2015.
Cette année, le comité national Miss Gabon a intégré les métisses. L'acteur et humoriste gabonais et secrétaire général de l'association Défis de Femmes, Serge Abessolo avait déclaré : « Cette année on a levé un voile, en laissant participer les métisses, parce qu’on nous a toujours fait croire que c’était interdit. Or, cela n’est inscrit nulle part dans les textes qui régissent le concours de beauté. On a donc voulu innover dans ce sens».

## Candidates
| Province représentée | Candidates |
| -------------------- | --- |
| Estuaire             | - Miss Estuaire - Sara Ngoua - 1re dauphine de Miss Estuaire - Rosemonde Okome - 2e dauphine de Miss Estuaire - Nancy Nzouga                             |
| Haut-Ogooué          | - Miss Haut-Ogooué - Christine Pitty - 1re dauphine de Miss Haut-Ogooué - Barbara Mbala - 2e dauphine de Miss Haut-Ogooué - Tiana Mfoutou                |
| Moyen-Ogooué         | - Miss Moyen-Ogooué - Mérila Zi-Okome - 1re dauphine de Miss Moyen-Ogooué - Yasmine Manime - 2e dauphine de Miss Moyen-Ogooué - Janis Biyogue            |
| Ngounié              | - Miss Ngounié - Noëlle Doufilou - 1re dauphine de Miss Ngounié - Fenelle Mombo Mombo - 2e dauphine de Miss Ngounié - Grâce Nguema                       |
| Nyanga               | - Miss Nyanga - Reine Ngotala - 1re dauphine de Miss Nyanga - Claude Mamboundou - 2e dauphine de Miss Nyanga - Sara Bouka                                |
| Ogooué-Ivindo        | - Miss Ogooué-Ivindo - Sindiély Yade Obone - 1re dauphine de Miss Ogooué-Ivindo - Rolande Mbang Diba - 2e dauphine de Miss Ogooué-Ivindo - Stella Koumba |
| Ogooué-Lolo          | - Miss Ogooué-Lolo - Christelle Boukila - 1re dauphine de Miss Ogooué-Lolo - Desy Oyane - 2e dauphine de Miss Ogooué-Lolo - Prisque Tsinamiti            |
| Ogooué-Maritime      | - Miss Ogooué-Maritime - Odette Minko - 1re dauphine de Miss Ogooué-Maritime - Esther Madama - 2e dauphine de Miss Ogooué-Maritime - Cornelia Igalla     |
| Woleu-Ntem           | - Miss Woleu-Ntem - Ornella Obone - 1re dauphine de Miss Woleu-Ntem - Adama Oumarou - 2e dauphine de Miss Woleu-Ntem - Dorcas Andeme                     |

### Prix distribués
Près de trois semaines après l'élection, les prix ont été attribués le 15 mai 2015 dans la commune d’Akanda.
| Prix | Sponsor                                         | Candidate       |
| --- | ----------------------------------------------- | --------------- |
| Voiture de ville                                                                                                   | Airtel Gabon                                    | Reine Ngotala   |
| Kit de produits électroménagers (congélateur, machine à laver, télévision LED, lecteur DVD, micro-onde, gazinière) | Établissement commercial CK2                    | Reine Ngotala   |
| Kit Canal+ | Sogadiph                                        | Reine Ngotala   |
| Abonnement Canal+                                                                                                  | Sogadiph                                        | Reine Ngotala   |
| Abonnement Canal+                                                                                                  | Sogadiph                                        | Reine Ngotala   |
| Abonnement Canal+                                                                                                  | Sogadiph                                        | Christine Pitty |
| Abonnement Canal+                                                                                                  | Sogadiph                                        | Desy Oyane      |
| Abonnement Canal+                                                                                                  | Sogadiph                                        | Ornéla Obone    |
| Abonnement Canal+                                                                                                  | Sogadiph                                        | Sindiély Obone  |
| Abonnement Canal+                                                                                                  | Sogadiph                                        | Adama Oumarou   |
| Salaire mensuel de 300 000 francs CFA                                                                              | Sogadiph                                        | Reine Ngotala   |
| Abonnement et produits de parfumerie, de téléphones mobiles                                                        | Complexe sportif Ballon d’or et autres sponsors |                 |
| Abonnement et produits de parfumerie, de téléphones mobiles                                                        | Complexe sportif Ballon d’or et autres sponsors | Reine Ngotala   |
| Abonnement et produits de parfumerie, de téléphones mobiles                                                        | Complexe sportif Ballon d’or et autres sponsors | Christine Pitty |
| Abonnement et produits de parfumerie, de téléphones mobiles                                                        | Complexe sportif Ballon d’or et autres sponsors | Desy Oyane      |
| Abonnement et produits de parfumerie, de téléphones mobiles                                                        | Complexe sportif Ballon d’or et autres sponsors | Ornéla Obone    |
| Abonnement et produits de parfumerie, de téléphones mobiles                                                        | Complexe sportif Ballon d’or et autres sponsors | Sindiély Obone  |
| Abonnement et produits de parfumerie, de téléphones mobiles                                                        | Complexe sportif Ballon d’or et autres sponsors | Adama Oumarou   |
| Crédits de communication mensuels, allant de 60 000 à 100 000 francs CFA                                           |                                                 |                 |
| Reine Ngotala |                                                 |                 |
| Christine Pitty |                                                 |                 |
| Desy Oyane |                                                 |                 |
| Chèque d'une valeur de 1 000 000 francs CFA                                                                        | Prisca Ngoyo Moussavou                          |                 |

## Observations